# Prva bizantinsko-perzijska vojna
Prva bizantinsko-perzijska vojna je potekala med leti 527 in 562. S to vojno so si Perzijci zagotovili dostop do Sredozemlja. 

## Bitke
- bitka pri Darasu
- bitka pri Nikoforiounu